# Karpuravalli, Krishnarajanagara
Karpuravalli là một làng thuộc tehsil Krishnarajanagara, huyện Mysore, bang Karnataka, Ấn Độ.